# Gina Torrealva
Gina Torrealva, née le 16 novembre 1961, est une joueuse de volley-ball péruvienne.
Elle évolue en équipe du Pérou de volley-ball féminin dans les années 1980. 

## Palmarès
- Jeux olympiques
  -  Médaille d'argent en volley-ball en 1988 à Séoul

- Jeux panaméricains
  -  Médaille d'argent en 1979 à San Juan
  -  Médaille d'argent en 1987 à Indianapolis
  -  Médaille de bronze en 1983 à Caracas